# Stary Łom
Stary Łom (niem. Altenlohm) – wieś w Polsce położona w województwie dolnośląskim, w powiecie legnickim, w gminie Chojnów, wzmiankowana już w 1175 roku.

## Podział administracyjny
W latach 1975–1998 miejscowość administracyjnie należała do województwa legnickiego.

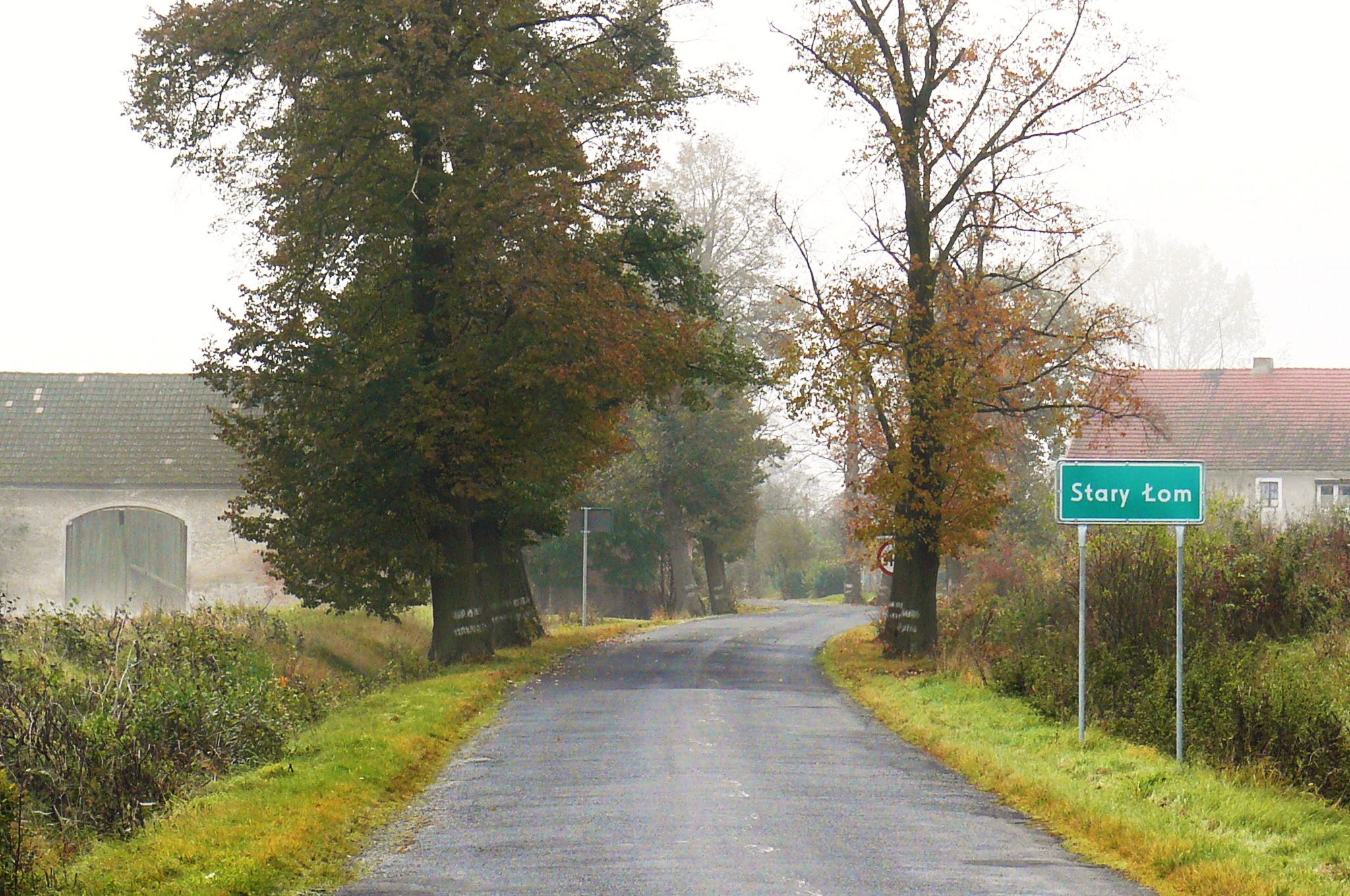
Wjazd od strony północnej

## Historia
Odkryto tu relikty osady wczesnośredniowiecznej z IX-X wieku, która była zalążkiem obecnej wsi. W dokumencie z 1362 miejscowość figuruje jako „Loym”

## Zabytki
- kościół pw. Świętego Antoniego z 1936 roku. Pierwsza ewangelicka świątynia powstała ok. 1250. Wzmiankowanemu w 1288 proboszczowi podlegała również świątyni w Krzywej, pierwszy kościół został zburzony ok. 1330 i odbudowany w 1471, przebudowany w XVII wieku. Po wojnie trzydziestoletniej miejscowa świątynia pełniła funkcję tzw. kościoła granicznego, ucieczkowego dla protestantów z księstwa jaworskiego. Gruntownie przebudowana w 1712, spłonęła 15 maja 1935 roku[4][5]. Nowy kościół zbudowano na dawnych fundamentach w latach 30. XX wieku[6]. We wnętrzu obraz Ostatnia Wieczerza wzorowany na XVII-wiecznym fresku – 12 Apostołów przedstawia ówczesnych wybitnych mieszkańców wsi. Na ścianach dwie tablice upamiętniające historię świątyni oraz żołnierzy poległych w 2 wojnach, w latach: 1870–1871 i 1914–1918.

## Kultura
We wsi funkcjonuje zespół folklorystyczny Słowiki, wykonujący piosenki jugosłowiańskie – repertuar przypomina o pochodzeniu większości współczesnych mieszkańców.